# Odo
Odo [ódo] je izmišljena oseba, ki jo v znanstvenofantastični televizijski nadaljevanki Zvezdne steze: Deep Space Nine (Star Trek: Deep Space Nine) igra René Auberjonois.
Odo je bil eden od stotih, katere je rasa neodločnežev pred mnogimi leti poslala raziskovat Galaksijo. V Denoriousovem pasu ga je leta 2356 po naključju našel Bajoranec in ga imenoval s kardasijskim nazivom za »neznano vrsto«, odo ital, kar dobesedno pomeni »nič«. Njegovo življenje je raziskoval bajoranski znanstvenik dr. Mora Pel pod okriljem Kardasijcev. Odo je oblikoval svojo človeku podobno obliko po dr. Mori, vendar ni uspel izdelati vseh podrobnosti, še posebej slabo so mu uspela ušesa.
Pozneje je Odo delal za Kardasijce med njihovo zasedbo Bajorja na vesoljski postaji Terok Nor, kjer so predelovali rudo. Še pozneje je delal za Bajorance in kot stražnik za Združeno federacijo planetov na krovu postaje Deep Space 9, ki so jo predelali na osnovi postaje Terok Nor.
Dolgo časa ni poznal svojega izvora in je bil daleč naokoli edini svoje rase.
Odo se je zelo spoprijateljil z Bajoranko, polkovnico Kiro Nerys preden se je pridružil Veliki povezavi.
Velikokrat ga naslavljajo kot Stražnik Odo (Constable Odo), čeprav viri niso soglasni ali je to dejansko čin ali le vzdevek.